# Lo schiavo dell'oro
Lo schiavo dell'oro (Scrooge) è un film del 1951 diretto da Brian Desmond Hurst.
Il film è la più celebrata tra le numerosissime versioni cinematografiche e televisive del romanzo Canto di Natale di Charles Dickens, grazie soprattutto alla straordinaria interpretazione di Alastair Sim nel ruolo di Ebenezer Scrooge. Più di ogni altro, l'attore scozzese riuscì a tratteggiare la complessa personalità e la psicologia del personaggio, sottolineandone le fragilità, le timidezze, la solitudine, l'umorismo e soprattutto il suo represso bisogno di affetto. La sceneggiatura sfrutta a pieno le qualità dell'attore soffermandosi in particolare a ricostruire le vicende di vita che hanno portato Scrooge ad essere quello che è, e alla sua infelicità presente.
Il film ebbe subito grande diffusione e successo internazionale. È tutt'oggi uno dei film natalizi più frequentemente trasmessi dalle televisioni di tutto il mondo.

## Trama
A Londra durante la vigilia di Natale, l’avaro e misantropo Ebenezer Scrooge respinge l’invito a cena del nipote Fred e rifiuta di fare beneficenza a due uomini che raccolgono fondi per i poveri. Con riluttanza, concede al suo impiegato Bob Cratchit un giorno di ferie per Natale ma gli impone di tornare presto al lavoro il giorno successivo. Tornato nella sua casa buia e silenziosa, Scrooge riceve la visita del fantasma del suo defunto socio Jacob Marley, morto sette anni prima. Marley lo ammonisce: se non cambierà vita, sarà condannato a vagare per l’eternità tra le catene del rimorso. Gli annuncia anche la visita imminente di tre spiriti.
Il primo a manifestarsi è lo Spirito del Natale Passato che conduce Scrooge in un viaggio nei suoi ricordi. Rivede se stesso bambino, trascurato dal padre dopo la morte della madre ma accolto con affetto dalla sorella Fan. Rivive la gioia delle feste presso il generoso Fezziwig e il fidanzamento con Alice che in seguito lo lascerà a causa della sua crescente ossessione per il denaro. Scrooge assiste anche alla morte di Fan, che gli affida il piccolo Fred, e al crollo dell’azienda di Jorkin, di cui era diventato dipendente, da cui nasce la società Scrooge & Marley. Il secondo spirito, lo Spirito del Natale Presente, mostra a Scrooge la calda atmosfera domestica dei Cratchit e la fragilità del piccolo Tim. Lo conduce anche alla casa di Fred, dove il nipote lo difende con affetto nonostante l’assenza. In un ospizio per i poveri, Scrooge scorge un’Alice invecchiata che si dedica ai bisognosi. Lo spirito lo mette infine di fronte a due bambini emaciati, simboli di Ignoranza e Miseria. Infine, lo Spirito del Natale Futuro lo guida tra visioni cupe: il lutto dei Cratchit per la morte di Tim, l’indifferenza di due uomini d’affari e l’avidità della signora Dilber che vende gli averi di un uomo appena morto. Quando Scrooge scopre che il defunto è lui stesso, è sconvolto e implora una seconda possibilità...

## Produzione
Il film fu prodotto nel Regno Unito da George Minter Productions e Renown Pictures Corporation.

## Distribuzione
Il film uscì nelle sale cinematografiche britanniche il 28 novembre 1951, distribuito dalla Renown Pictures Corporation, e pochi giorni dopo, il 28 novembre, negli Stati Uniti, per opera di United Artists.
Fu reso disponibile in VHS nel 1989 e quindi in DVD nel 2004.